# Sorex veraecrucis
Sorex veraecrucis — вид роду мідиць (Sorex) родини мідицевих.

## Поширення
Країни поширення: Мексика. Мешкає на висотах від 1600 до принаймні 3650 м над рівнем моря. Він може бути знайдений в лісі, а також полях кукурудзи або вівса.

## Загрози та охорона
Немає серйозних загроз для цього поширеного виду. Знаходиться в кількох охоронних територіях.